# Mali
Mali, plným názvem Republika Mali, je vnitrozemský stát, nacházející se v oblasti Sahelu a jižní Sahary. Hraničí na severu s Alžírskem, na východě s Nigerem, na jihu s Burkinou Faso a Pobřežím slonoviny, na západě s Guineou, Senegalem a Mauritánií. S rozlohou přes 1 240 192 km² se jedná o osmou největší zemi Afriky. Odhadovaný počet obyvatel je přibližně 23,29 milionu (2024). Hlavním a největším městem je Bamako. Země má 13 oficiálních jazyků, z nichž nejrozšířenější je bambarština.
Severní hranice Mali sahají hluboko do pouště Sahary. Jižní část země, kde žije většina obyvatel, se nachází v oblasti súdánské savany a protékají jí řeky Niger a Senegal. Ekonomika země je založena na zemědělství a těžbě, přičemž mezi hlavní přírodní zdroje patří zlato (Mali je třetím největším producentem zlata v Africe) a sůl.
Území dnešního Mali bylo součástí tří po sobě jdoucích mocných a bohatých západoafrických říší, které ovládaly transsaharský obchod: Ghanské říše (podle níž je pojmenována dnešní Ghana), Malijské říše (po níž je pojmenováno Mali) a Songhajské říše. Při svém vrcholu kolem roku 1300 byla Malijská říše nejbohatší zemí Afriky, její císař ze 14. století Mansá Músa je považován za jednoho z nejbohatších lidí v dějinách. Kromě toho, že byla oblast centrem obchodu a těžby, byla středověká Malijská říše i centrem islámu, kultury a vzdělanosti; město Timbuktu se stalo proslulým střediskem vzdělávání se svou univerzitou, která patří k nejstarším na světě a je činná dodnes. Rozšiřující se Songhajská říše Malijskou říši pohltila roku 1468, než byla sama v roce 1591 poražena saadskou armádou.
Koncem 19. století, během dělení Afriky mezi evropské mocnosti, převzala nad Mali kontrolu Francie a učinila z něj součást Francouzského Súdánu. Po krátké federaci se Senegalem vzniklá Súdánská republika získala v roce 1960 nezávislost. Po vystoupení Senegalu byla vyhlášena samostatná Malijská republika. Po dlouhém období vlády jediné strany vedl převrat v roce 1991 k nové ústavě a založení demokratického, pluralitního státu.
V lednu 2012 vypukl na severu Mali ozbrojený konflikt, během něhož tuaregští povstalci ovládli severní území a v dubnu vyhlásili nezávislý stát Azavad. Konflikt byl zkomplikován vojenským převratem v březnu 2012 a následnými boji mezi Tuaregy a dalšími povstaleckými skupinami. V reakci na územní zisky povstalců zahájila Francie v lednu 2013 v zemi vojenskou operaci Serval. Během dubna se malijské a francouzské síly zmocnily většiny severu, i přesto však konflikt pokračoval. Na počátku 20. let 21. století došlo v Mali ke dvěma vojenským převratům vedeným Assimim Goïtou. 

## Dějiny
Mali má na rozdíl od mnoha jiných moderních afrických států dlouhou a především dobře popsanou historii jako tradiční státní útvar. Do doby 2000–1300 př. n. l. je datováno archeologicky doložené polokočovné osídlení u města Gao.

### Říše Ghana
Kolem 4. století n. l. Ghanská říše zahrnovala i oblasti západního Mali. Doba vzniku říše je nejistá. První písemné (arabské) zmínky o říši Ghana jsou z konce 8. století. V roce 990 si Ghana podmanila sousední berberskou říši Awdaghust, roku 1076 bylo centrum říše Ghana dobyto muslimskými Almorávidy. O několik let později (1087) se almorávidská říše rozpadla. Ghana přežívala jako nevýznamný státeček, později začleněný do říše Mali.

### Říše Mali a Songhajská říše

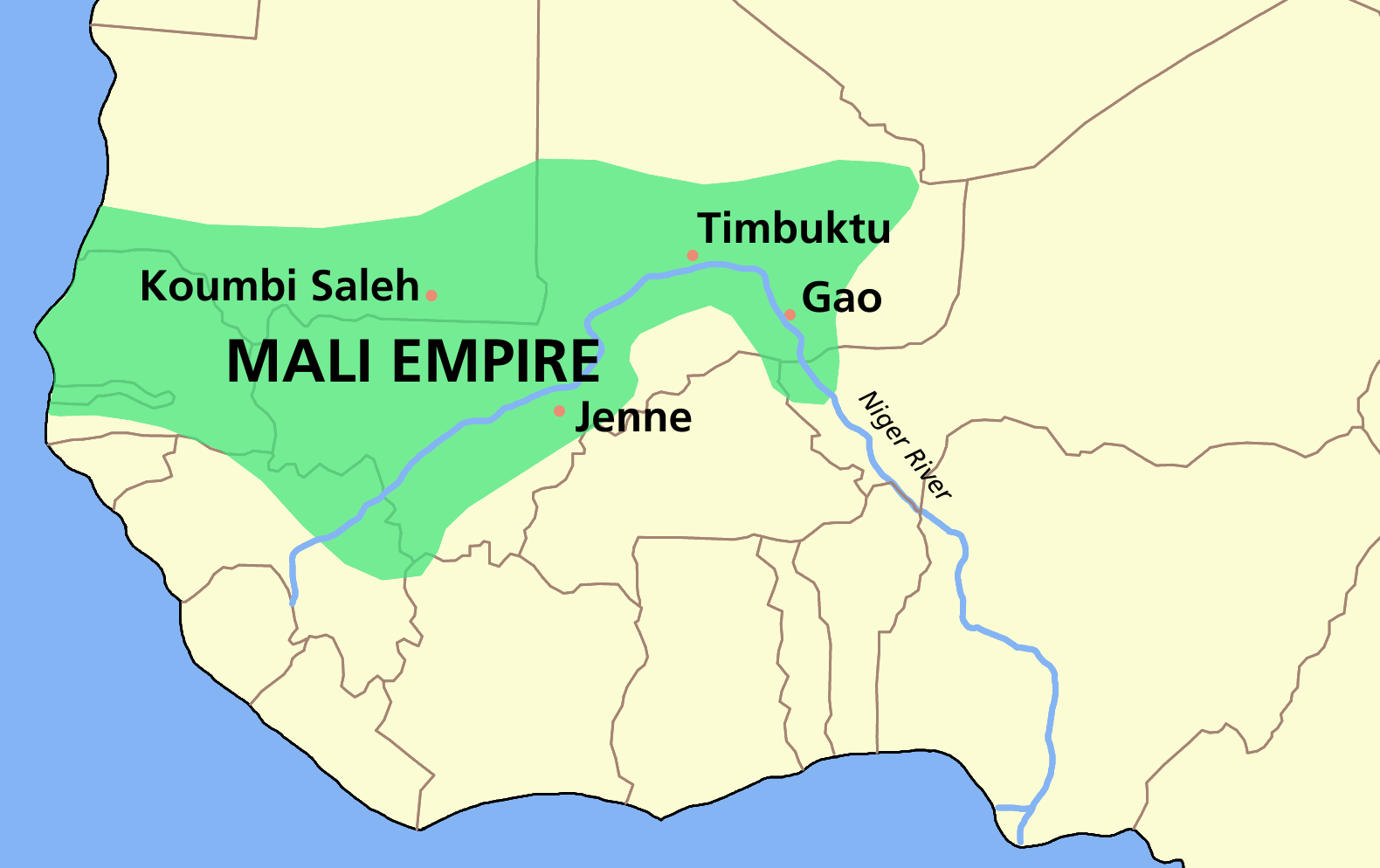
Rozsah říše Mali

Legendární počátky muslimské říše Mali pod vládou dynastie Keïta sahají do 10.–11. století. Roku 1224 Mali válčilo s královstvím Sósů v oblasti dnešního Bamaka. V roce 1235 došlo k bitvě u Kiriny, Sósové byli poraženi maliským panovníkem Sundžátou, říše Mali ovládla oblast dnešního Mali, Senegalu, Gambie, část Mauritánie a Guiney. Největší rozmach říše nastal ve 14. století pod vládou mansy (krále králů) Músy. V následujícím století však přišel pomalý úpadek Mali, v polovině 15. století se osamostatnila do té doby vazalská Songhajská říše, která posléze ovládla značnou část území bývalé říše Mali. Songhajské říše zažila největší rozkvět za vlády Askíji Muhammada v letech 1493–1528, na konci 16. století však marocký vpád přinesl její úpadek. Songhajská říše přetrvala v částečné závislosti na Maroku do počátku 19. století. Roku 1670 říše Mali zanikla jako státní útvar.

### Koloniální expanze
Francouzská expanze podél řeky Senegal se zastavila roku 1688 u peřejí na západní hranici dnešního Mali. V 18. století území dnešního Mali zažívalo hospodářský úpadek a existovalo zde několik menších států. V první polovině 19. století se první Evropané (Mungo Park, Alexander Laing, René Caillé) dostali do bájného islámského města Timbuktu. Během 70. let 19. století si Francouzi začali podmaňovat území dnešního Mali. Hlavní překážkou byla tukulérská říše, v jejímž čele stál Ahmadu Seku a mandinská říše Samori Turého. Roku 1892 byla po správní linii vytvořena kolonie Súdán (neplést s anglo-egyptským Súdánem), roku 1895 se Francouzský Súdán stal součástí Francouzské západní Afriky. Francouzská expanze vrcholila roku 1898 zajetím Turého a obsazením celého území dnešního Mali Francouzi. Od roku 1907 bylo správním centrem kolonie Bamako, které v tomto postavení vystřídalo předchozí správní středisko Kayes. Roku 1958 vznikla v přípravách na získání nezávislosti Federace Mali zahrnující dnešní Mali a Senegal, jejím prezidentem se stal Modibo Keïta.

### Postkoloniální období Mali
Mali získalo samostatnost v červnu 1960 v rámci Federace Mali, která však přežila pouze čtvrt roku. Další vývoj byl podobný jako v řadě jiných mladých afrických států. Nejprve to byla cesta k africkému socialismu pod vedením Modibo Keïty. Jeho politika přivedla zemi do hospodářské krize. Následoval vojenský převrat (1968), který byl bezprostřední reakcí armády na snahy Keïty vybudovat prezidentskou gardu jako protiváhu vůči armádě. Armáda deklarovala, že moc si ponechá pouze dočasně, avšak přes více než 20 let zůstal u moci režim jedné strany ovládané vojenskou juntou pod vedením Moussy Traorého, byť se později režim převlékl z uniforem do civilu. Traorého režim padl až v březnu roku 1991 po dalším vojenském převratu, který však tentokrát, na první pohled překvapivě, nasměroval zemi demokratickým směrem.

### Demokratické Mali

Socha svobody v Bamaku

Zakořeňující demokracie v Mali je vnímána trochu jako překvapení a náhodná anomálie, zvlášť protože maliské podmínky na počátku 90. let se zdály být velmi nevhodné pro demokratické uspořádání. Mali patří k nejchudším zemím nejen v celosvětovém, ale i v africkém srovnání, vládla zde již přes dvacet let vojenská junta Moussy Traorého a ani nikdy předtím v postkoloniálních dějinách zde nefungovaly demokratické principy.
Neutěšená ekonomická situace v 80. letech iniciovala vznik řady zemědělských spolků, které patřily k prvním známkám aktivizace obyvatelstva. Inspirativní události v zemích sovětského bloku, které byly v Africe následovány také řadou politických změn, přinesly zdůraznění demokratizačních požadavků i do Mali. Traoré sám inicioval diskuse o zavedení demokratických principů uvnitř vládní strany, opoziční hnutí se však začalo stále více projevovat i mimo vládní stranu. Traoré brzy přehodnotil svůj postoj, protivládní demonstrace začaly být potlačovány silou a zahynulo několik set lidí. Krveprolití zastavil dalším krveprolitím v březnu 1991 vojenský převrat, který vedl Amadou Toumani Touré. Byla zrušena ústava, rozpuštěna vláda a zakázána vládní strana. Touré se stal dočasnou hlavou státu a do čela přechodné vlády se postavil uznávaný technokrat Soumana Sacko, vysoký úředník UNDP.
Na rozdíl od předchozího Traorého převratu armáda splnila své prohlášení, že nemá v úmyslu zůstat u moci. Smíšená vojensko-civilní vláda zůstala u moci jen rok, během kterého probíhaly přípravy na demokratické volby. Pozoruhodné bylo přijaté prohlášení, že členové vlády ani členové dočasného pětadvacetičlenného nejvyššího zákonodárného orgánu – Prozatímního výboru pro blaho lidu (francouzsky: Comité de transition pour le salut du Peuple – CTSP) – nebudou v prvních volbách kandidovat. V létě 1991 byla svolána národní konference, na které kolem 2000 delegátů vypracovalo návrh ústavy. Maliská národní konference byla inspirována Beninskou zkušeností. Národní konference, jichž především ve frankofonní Africe proběhlo počátkem 90. let několik, byly překvapujícím projevem důvěry v institucionální řešení politických problémů, i když zdaleka ne ve všech případech byly počátkem úspěšného přechodu k demokracii.

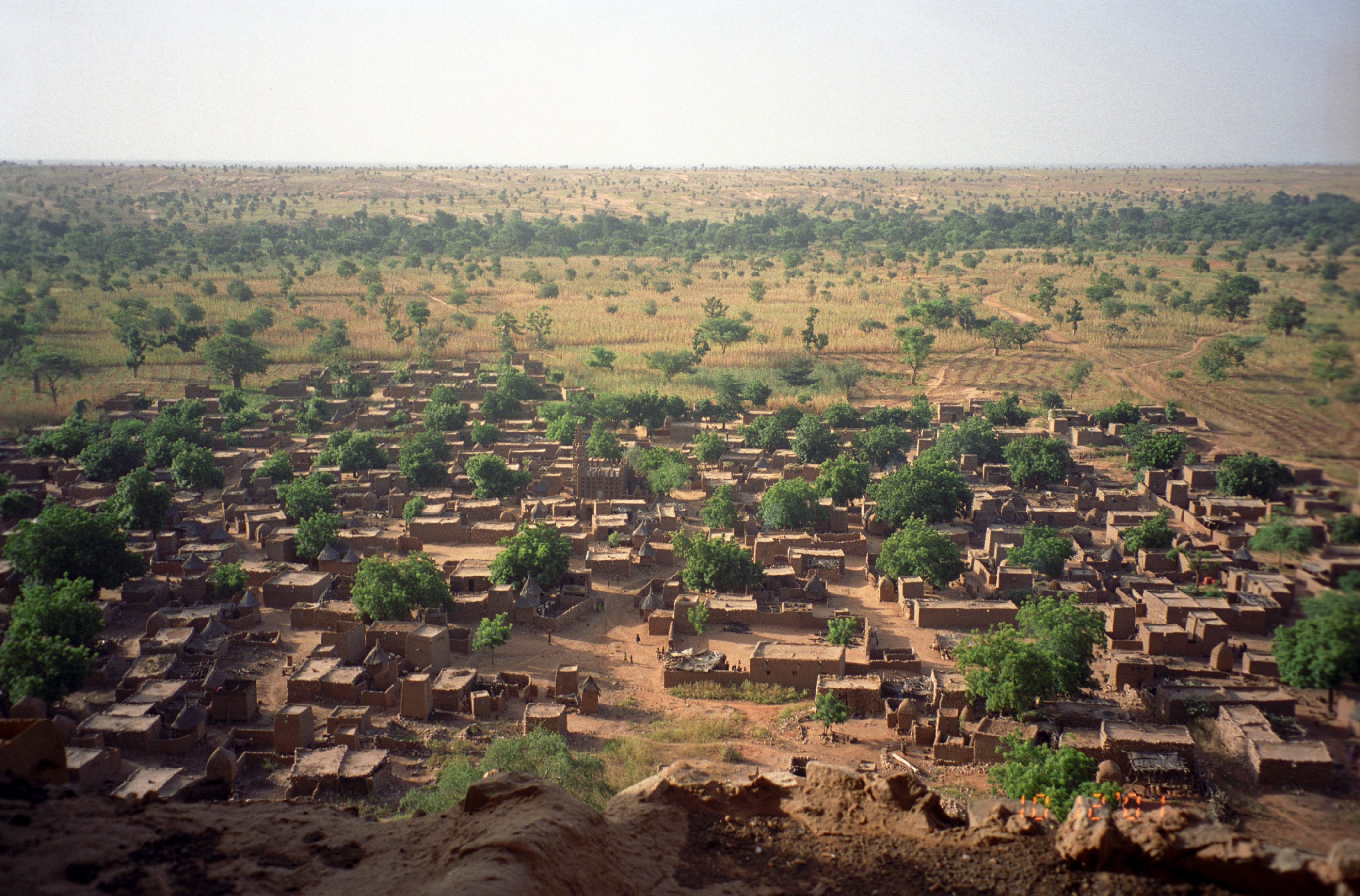
Vesnice Dogonů

Maliská konference byla do značné míry specifická. Nepředstavovala, tak jako v jiných zemích, prostor pro vyřešení konfliktu mezi stávajícím režimem a opozicí, neboť Traoré byl již odstraněn a Tourého vláda byla vnímána jako dočasná. Konference nemusela usilovat o uznání své suverenity a spíše než samotným aktérem politické změny byla mechanismem pro hledání konsensu o budoucnosti Mali po svržení Traorého.
Začátkem roku 1992 proběhlo referendum o nové ústavě a místní, dvoukolové parlamentní a dvoukolové prezidentské volby. Volební účast se však u jednotlivých voleb pohybovala pouze mezi 20 a 45 %. Jako nejsilnější strana vzešlo z voleb Spojenectví pro demokracii v Mali (francouzsky: Alliance pour la démocratie au Mali – ADEMA), hnutí, které představovalo téměř jednotnou opozici na sklonku Traorého režimu. Spíše než jednotnou stranou však ADEMA bylo nepevným koaličním uskupením řady zájmových skupin, což se později projevovalo ve značné křehkosti vládnoucích koalic. Prezidentem se stal předseda ADEMA Alpha Oumar Konaré. Řada politických stran si však stěžovala, že volební systém zvýhodňoval ADEMA. Z voleb vzešla koaliční vláda v čele s ADEMA. V dalším období došlo k řadě rekonstrukcí vlády a obměnám vládní koalice a byla odhalena spiknutí za účelem odstranění Konarého.
Dalším volebním rokem byl rok 1997. Národní nezávislá volební komise rozhodla o odložení parlamentních voleb z organizačních důvodů, výsledky prohlásila opozice za zfalšované, ačkoliv mezinárodní pozorovatelé hlásili organizační nedostatky, avšak nikoliv falšování výsledků. Ústavní soud výsledky prvního kola voleb nakonec zrušil, a to z formálních důvodů. Volby potvrdily značnou fragmentaci politického systému v Mali. Zde se, podobně jako v jiných afrických zemích, jen zpravidla obtížně hledají výrazné programové rozdíly mezi jednotlivými stranami, které jsou profilovány regionálně nebo skrze svoji ústřední osobnost, spíše než programově. V parlamentu zasedli zástupci 10 stran, přičemž minimálně sedm jiných významných politických uskupení volby bojkotovalo.

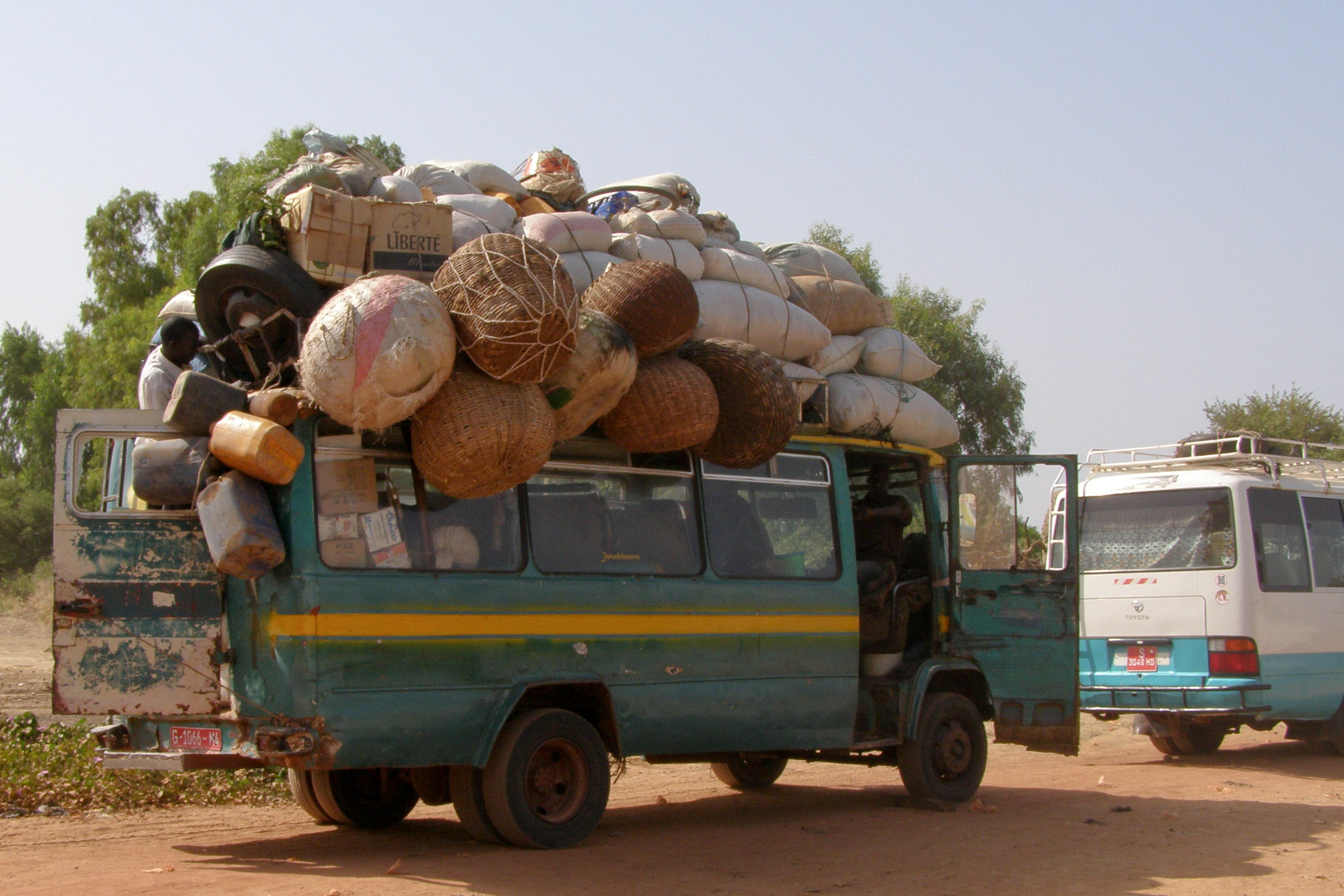
Veřejná doprava v Mali

Tyto události ovlivnily i následné prezidentské volby, které jasně vyhrál Konaré. Radikální opozice však odmítla uznat jeho legitimitu v druhém funkčním období a vyzývala k bojkotům následných místních voleb a opakovaných parlamentních voleb. Na rozdíl od části opozice však mezinárodní pozorovatelé hodnotili všechny volby jako spravedlivé. Část radikálních politických aktivistů byla uvězněna za podněcování k násilí a Amnesty International kritizovala podmínky jejich věznění. Kvalita druhých maliských voleb tak byla jednoznačně horší než v případě prvních, zakládacích voleb maliské demokracie.
Během druhého Konarého volebního období se vztahy s opozicí normalizovaly a volby roku 2002, kdy již Konaré nemohl dle ústavy kandidovat, proběhly v mnohem klidnějším duchu. V září 2001 požádal Amadou Toumani Touré o propuštění z maliské armády a začal připravovat svoji kandidaturu pro prezidentské volby, které se konaly následujícího roku. Přestože část obyvatel zastávala názor, že pro Tourého je nevhodné špinit se politikou a že jako voják je zárukou demokratického vývoje v zemi, s výraznou převahou porazil kandidáta ADEMA a opět stanul v čele Mali, tentokrát jako řádně zvolený prezident. Touré se nestal členem žádné politické strany a jeho prezidentskou kandidaturu podporovala široká koalice více než dvou desítek stran. Podobně široká koalice je zastoupena i ve vládě. ADEMA v parlamentních volbách těsně ztratila postavení nejsilnější parlamentní strany.
21. března 2012 v zemi proběhl státní převrat, způsobený nespokojeností armádních špiček s omezováním výdajů na obranu. Do čela junty se postavil kapitán Amadou Sanago; vyhlásil stanné právo, slíbil uspořádání soudního procesu s dosavadním prezidentem a uspořádání voleb, po nichž předá moc do rukou civilní vlády. Nikdo v zahraničí zatím povstaleckou vládu neuznal.

### Tuarežský problém

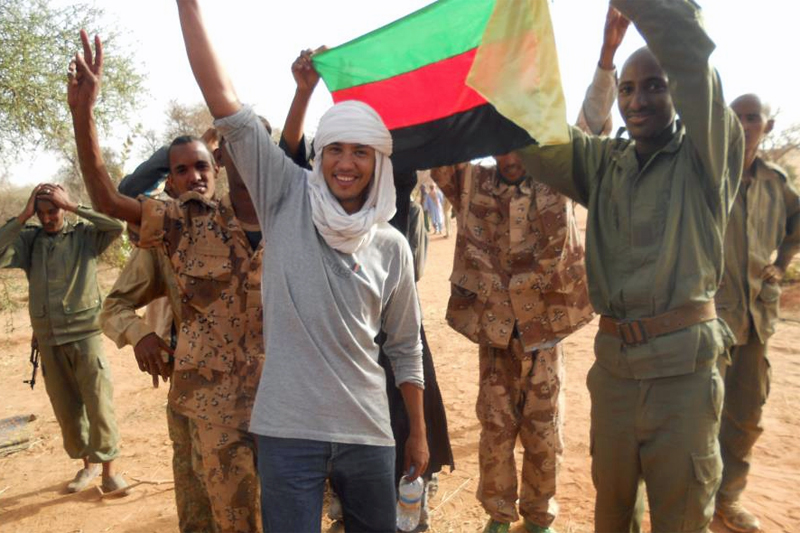
Separatisté z národa Tuaregů

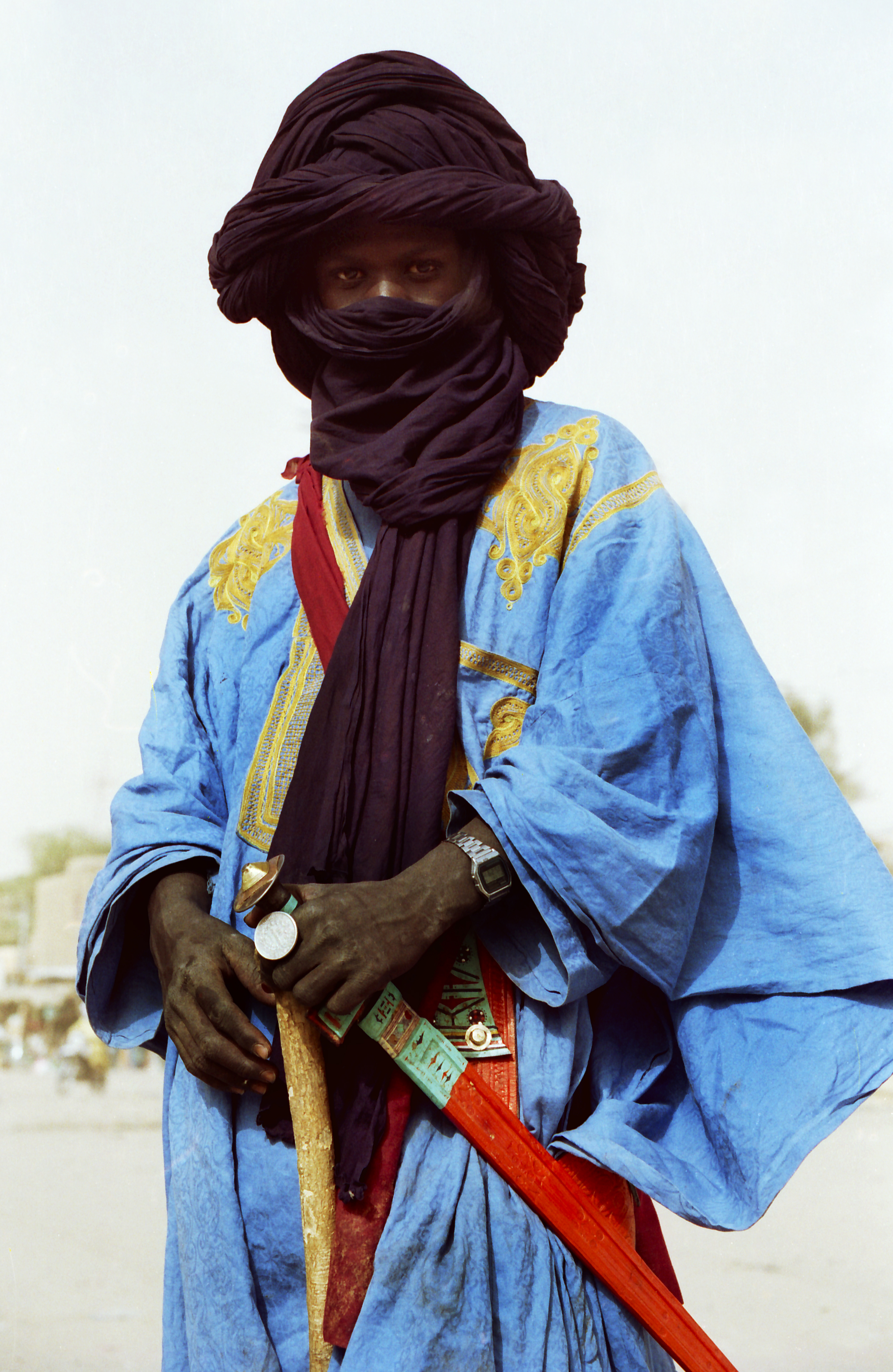
Tuareg v Timbuktu, Mali

Mali je zemí s velkou etnickou tolerancí a snášenlivostí (na africké poměry). Jedinou podstatnější výjimkou je problém Tuaregů, který má několik rozměrů.
Tuaregové tradičně tvořili opozici k centrální vládě a měli separatistické snahy. Jeden z důvodů můžeme nazvat historicko-etnický. Berberští Tuaregové, obývající pouštní a polopouštní oblasti jižního okraje Sahary, ovládali karavanní obchod napříč Saharou a byli v minulosti zapojeni do obchodu s otroky směřujícího ze subsaharské Afriky do arabských zemí severní Afriky. Po vzniku samostatných států v sahelské oblasti (Mali, Niger, Čad) měli Tuaregové problémy se „smířit s tím, že by se měli stát menšinou ve státech ovládaných většinou černých obyvatel, které donedávna znali jen jako otroky,“ a o kterých tedy smýšleli z nadřazené pozice. Tento v zásadě etnický spor existoval a existuje (i v podobě občanských válek) po celé linii styku černošského a berberského či arabského obyvatelstva – mimo Mali také v Nigeru, Čadu a Súdánu. Povstání Tuaregů musela maliská armáda potlačovat hned na počátku samostatné existence Mali.
Další důvod je ekonomický. Poušť obývaná Tuaregy je nejchudším regionem Mali a byla dlouho velmi izolovaná. Na Tuaregy těžce dopadla sucha v 70. letech 20. století, kdy velká část tradičně nomádské tuarežské společnosti odešla do okolních zemí.
K významnému povstání Tuaregů došlo počátkem 90. let 20. století, kdy se do Mali přenesly nepokoje z Nigeru a kdy Alžírsko deportovalo zpět do Mali 25 000 tuarežských uprchlíků. Režim Moussa Traorého reagoval tvrdou represí a současně tajnými rozhovory s vůdci Tuaregů v Alžírsku. Byla podepsána tajná dohoda o příměří, ale ani jedna strana ji neplnila, a boje tak pokračovaly. Po vojenském převratu se přechodová vláda i první demokratická vláda snažily rozpory s Tuaregy urovnat za oboustranně výhodných podmínek. Mezi 25 členy CTSP byli dva zástupci Tuaregů. Problémy při urovnávání rozporu přinášela jednak nedisciplinovanost maliské armády, která při potlačování rebelie postupovala značně brutálně, a jednak rozštěpenost Tuaregů, kdy některé skupiny provozovaly prostý banditismus bez větších politických cílů.

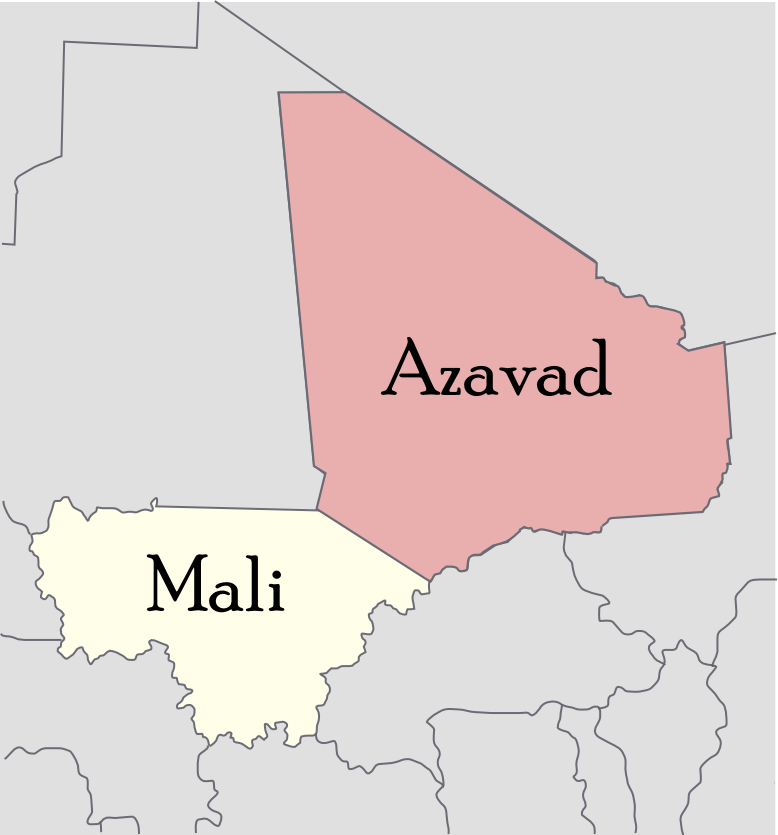
Území Azavadu nárokované MNLA

Jako základní mírová zásada byla přijata v dohodě roku 1992 decentralizace. Útoky povstalců však pokračovaly i v roce 1993, cílem byly především oblasti obývané Songhajci (území Tuaregů sousedí právě především s územím obývaným Songhajci). Songhajci reagovali založením Vlasteneckého maliského hnutí vlastníků půdy (francouzsky: Mouvement patriotique malien Ghanda Koy – MPGK), jehož členové kritizovali mírný postup vlády vůči Tuaregům a prováděli četné trestné výpravy, které jen přispěly k eskalaci konfliktu. K bojům docházelo i mezi jednotlivými frakcemi Tuaregů. V letech 1995 – 1996 se ale podařilo dovést mírová jednání do úspěšného konce a řada povstalců se zapojila do maliské armády a státní administrativy. Situace v severní části Mali se tak výrazně uklidnila, i když k občasným útokům kriminálního charakteru zde stále dochází.
V červenci 2002 byl Ahmed Mohamed Ag Hamani jmenován Tourém předsedou vlády, a stal se tak prvním maliským tuarežským premiérem. To svědčí o jasném utlumení tuarežského problému. Po vojenském puči z března 2012 se však tuarežská otázka opět otevřela, když Tuaregové sdružení v MNLA obsadili téměř bez boje sever země a dne 6. dubna 2012 zde vyhlásili svůj vlastní stát Azavad. To uvrhlo celé Mali do hluboké krize a způsobilo pád junty. Krátce nato bylo MNLA poraženo islamisty z Ansar Dine, kteří s nimi již dříve spolupracovali na obsazení severu, MUJWA a AQMI, které je africkou odnoží známé terortistické sítě Al-Káida. Největší pozornost na sebe islamisté upoutali, když na přelomu června a července zničili dvě ze svatyň na Světovém kulturní dědictví UNESCO ve městě Timbuktu. Proti islamistům se neúspěšně pokusilo zakročit narychlo zformované hnutí Národní fronta pro osvobození Azawadu (FNLA). V důsledku islamistického obsazení Azavadu hrozila vojenská intervence států ECOWAS. 11. ledna 2013 Francie vyslala své letectvo, aby pomohlo maliské vládě v bojích proti islámským radikálům ovládajícím sever země. Letouny bombardovaly město Gao na východě země, a rozšířily tak intervenci hluboko na území ovládané radikály. Mali požádalo Francii o naléhavou vojenskou pomoc poté, kdy islamisté zabrali město Konna v centrální části země.
V letech 2020 a 2021 v zemi proběhly vojenské převraty. V červnu 2023 odhlasovala Rada bezpečnosti OSN ukončení mírové mise v Mali, když k tomu o dva týdny dříve vyzvala malijská vláda. Odchod by měl být uskutečněn k 31. prosinci 2023. Mali krátce poté vystoupilo z ECOWAS a v roce 2024 založilo Alianci sahelských států.

## Státní symboly

### Vlajka
Malijská vlajka je tvořena listem o poměru stran 2:3 se třemi svislými pruhy v barvách zelené, žluto-oranžové a červené.

### Hymna
Malijská hymna je píseň Le Mali (česky Mali) známá též jako Pour l'Afrique et pour toi, Mali (česky Pro Afriku a pro tebe, Mali) nebo A ton appel Mali (česky Na tvůj příkaz Mali). Text napsal Seydou Badian Kouyaté a hudbu složil Banzumana Sissoko.

## Geografie

### Administrativní dělení
Mali se dělí na 10 krajů (regions) a okrsek hlavního města (district). Kraje se dále dělí na 49 okruhů (cercles) a 288 okresů (arrondissements).
- Gao
- Kayes
- Kidal
- Koulikoro
- Mopti
- Ségou
- Sikasso
- Tombouctou (Timbuktu)
- Bamako
- Taoudénit
- Ménaka

### Města
- Bamako – hlavní město (1 800 000 obyvatel)
- Ségou – (100 000 obyvatel)
- Mopti – (78 000 obyvatel)
- Sikasso – (73 000 obyvatel)

## Ekonomika

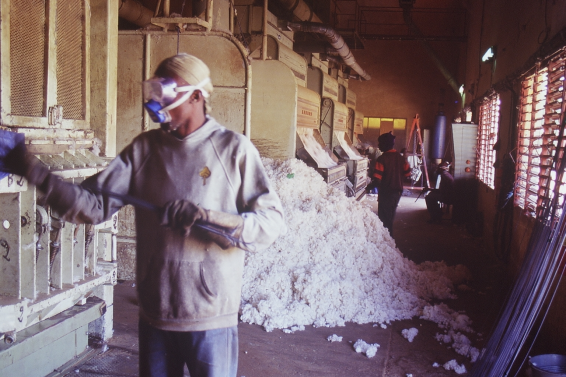
Zpracování bavlny

Mali patří k nejchudším zemím na světě – téměř tři čtvrtiny obyvatelstva země žijí v přepočtu za dolar a méně na den. Nejvýznamnější je pěstování bavlny a zemědělských plodin, na 3 % rozlohy státu. Významný je také chov dobytka, který však nedosahuje rozsahu v 80. letech kvůli suchům v 80. a 90. letech. Měnou je CFA frank.
Mali má značné přírodní zdroje. Nejvyužívanější jsou zlato, uran, fosfáty, kaolín, sůl a vápenec. Mali má podle odhadu přes 17 400 tun uranu. V roce 2012 byl objeven další zdroj uranu na severu.

## Obyvatelstvo

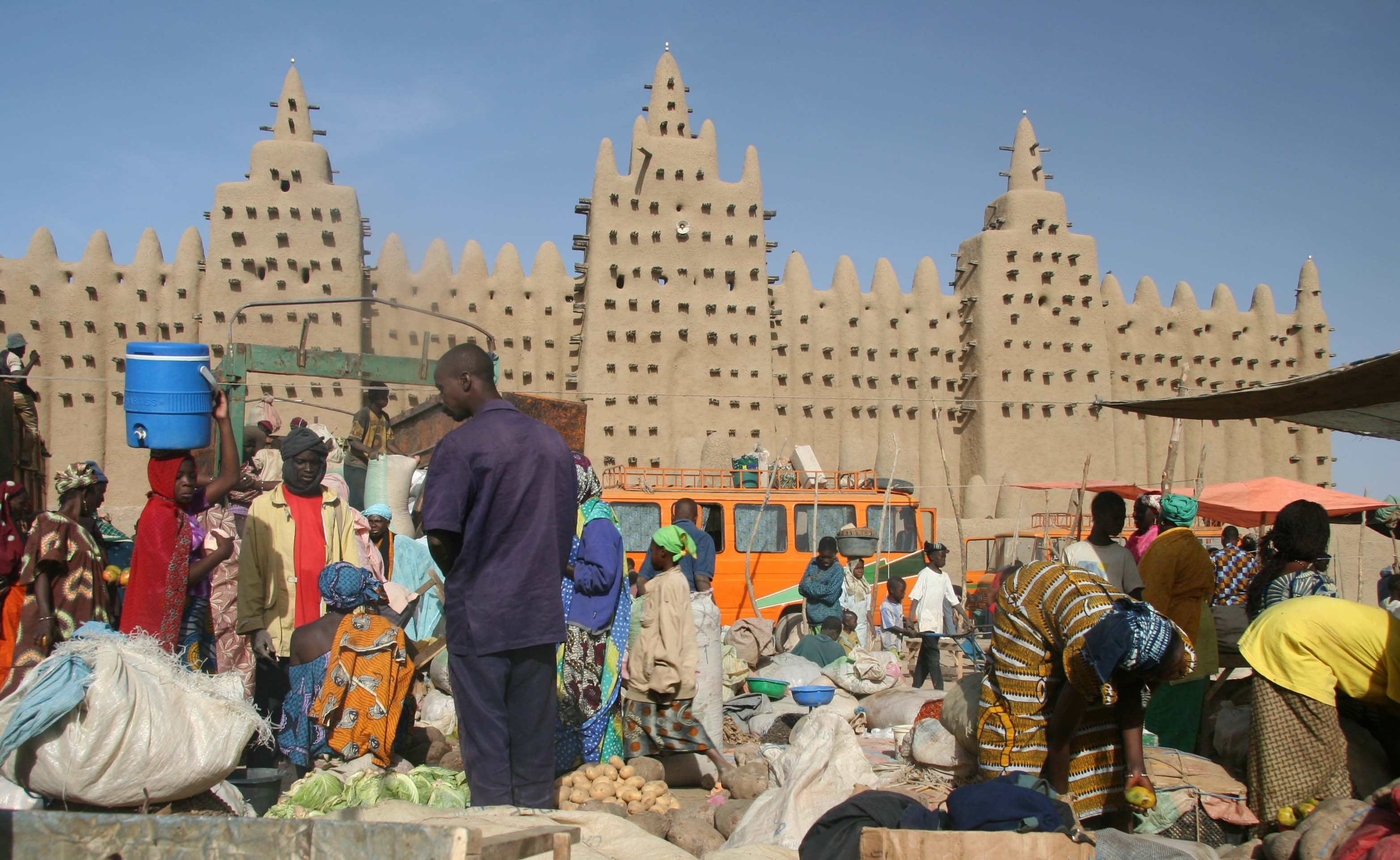
Trh ve městě Djenné

Populace Mali se dělí do několika kmenů, z nichž jsou nejvýznamnější Bambarové, kterých je rovná třetina, ostatních je méně nebo okolo 10 %. Vedle Bambarů žijí v zemi Mandinkové, Fulbové nebo Songhajci. Tuaregové a arabsky mluvící Maurové tvoří 10 % obyvatel. Jen třetina obyvatel je gramotná. Kolem 90 % Malijců vyznává islám. Jediným neislámským (převážně animistickým) etnikem jsou Dogoni obývající jihozápadní část země při hranicích s Burkinou Faso. Úředním jazykem je francouzština, jazykem místních trhů je bambarština, kterou ovládá většina obyvatelstva, ale v zemi se mluví i arabsky a kmenovými jazyky.
Otroctví bylo v Mali zrušeno v roce 1960, ale v zemi stále žije až 200 000 lidí v dědičném otroctví. Otroctví je praktikováno především na severu země mezi Tuaregy. Otrocké předky má odhadem asi 800 000 Malijců.

### Národnosti

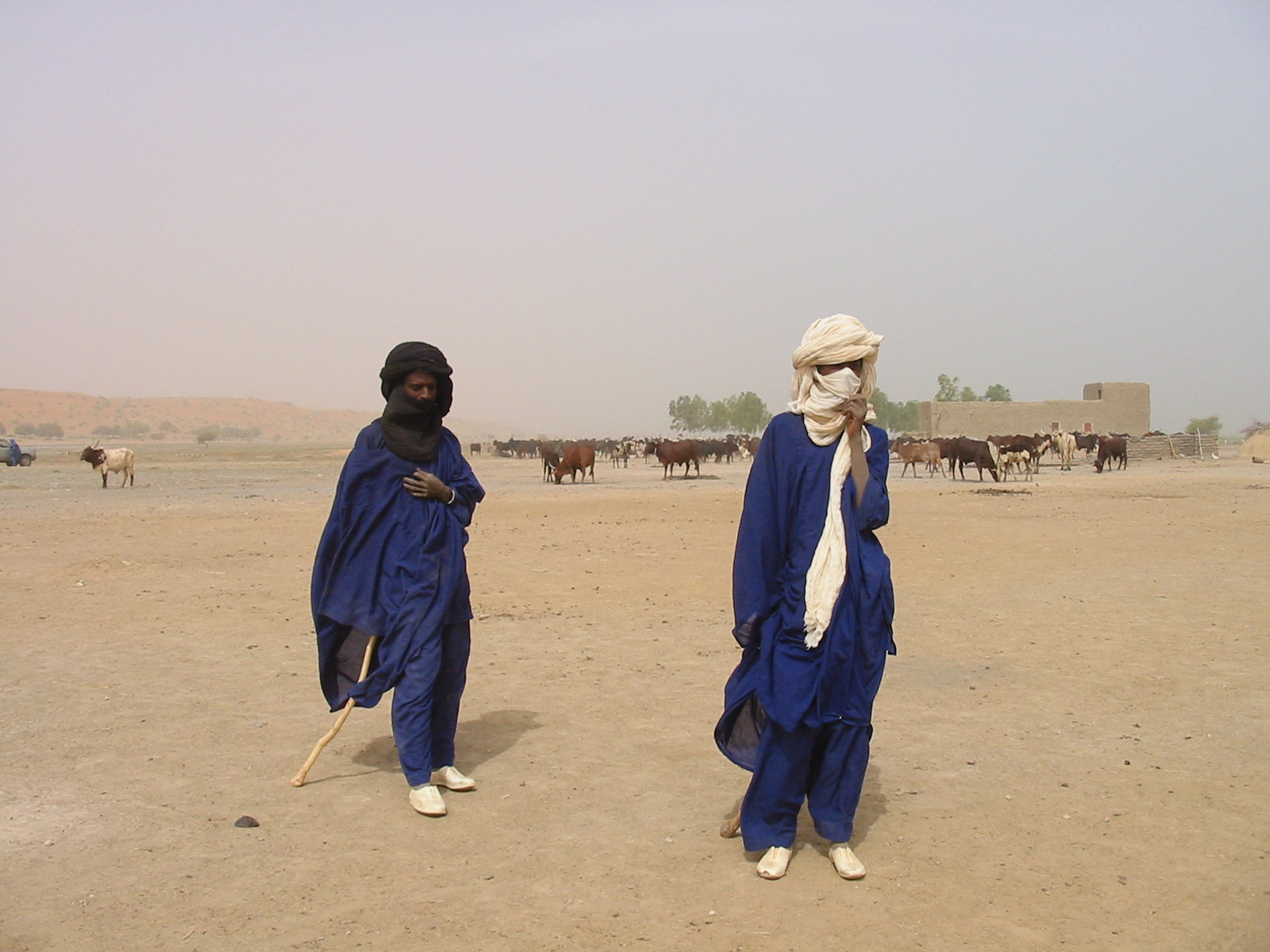
Fulbští pastevci u města Gao

S výjimkou tuarežského problému existuje v Mali na africké poměry etnicky velmi klidné prostředí. „Žádná etnická skupina neovládá vládu ani ozbrojené síly a politické strany nejsou založeny na etnické příslušnosti.“
Jedním z možných vysvětlení tohoto stavu může být historický vývoj oblasti horního toku Nigeru. Místní kmeny sdílejí podobnou historii (navazující na starobylé říše Ghana, Mali a Songhaj) a blízké kulturní a náboženské tradice. Díky snadné dopravě po řece Niger i po rozsáhlých okolních savanách docházelo v minulosti k intenzivním kontaktům mezi jednotlivými etnickými skupinami, které si uvědomily prospěch ze vzájemného obchodu. Každé etnikum se totiž specializovalo v určité formě obživy. Bambarové, Malinkové a Dogoni byli rolníci, Fulbové (a také Tuaregové) byli pastevci, Bozové rybáři, Sarakolové obchodníci. Význam tradice Maliské říše pro současnou demokracii v Mali s oblibou vyzdvihuje i prezident Amadou Toumani Touré.
Tolerantní vztahy mezi různými etniky přetrvávají i přesto, že v současné době spojení jednotlivých skupin s tradičními způsoby obživy mizí a tradiční společnosti přežívají jen ve venkovských oblastech, zatímco městské společnosti jsou podobně jako jinde v Africe odlišné.
Sami Malijci souhlasí s tím, že tradiční obchodní vazby mezi jednotlivými etniky přispívají k mírové koexistenci jednotlivých skupin obyvatelstva. Zároveň připomínají další skutečnost, a sice že v Mali jsou poměrně běžná exogamní manželství. Přestože platí, že žena se po sňatku stává příslušnicí téhož etnika, z jakého pochází její manžel, matrilineární vazby mají také značnou váhu. Pro Malijce tak nepředstavuje problém, je-li nějaký politik Bambara či Fulub, protože po matce může být současně Bozo či Dogon. Klidná etnická situace je také často vysvětlována velkým rozšíření bambarštiny, která slouží jako lingua franca v oblasti, a také stmelující rolí islámu, k němuž se hlásí kolem 90 % populace.

## Politika

### Hlavy nezávislého státu
- 20. 6. 1960 – 1965 – Modibo Keïta – šéf státu; US-RDA; 4. 4. 1959 – 20. 8. 1960 zároveň prezident Federace Mali
- 1965 – 19. 11. 1968 – Modibo Keïta – prezident; US-RDA
- 19. 11. 1968 – 19. 9. 1969 – Moussa Traoré – předseda Vojenského výboru národního osvobození; voj.
- 19. 9. 1969 – 19. 7. 1979 – Moussa Traoré – hlava státu; voj./UDPM
- 19. 7. 1979 – 26. 3. 1991 – Moussa Traoré – prezident; UDPM
- 26. 3. 1991 – 31. 3. 1991 – Amadou Toumani Touré – předseda Rady národního smíření; voj.
- 31. 3. 1991 – 8. 6. 1992 – Amadou Toumani Touré – předseda Přechodného výboru pro spásu lidu; voj.
- 8. 6. 1992 – 8. 6. 2002 – Alpha Oumar Konaré – prezident; ADM
- 8. 6. 2002 – 9. 4. 2012 – Amadou Toumani Touré – prezident; CCD/bezpartijní (od 22. 3. 2012 po puči bez faktické moci)
- 22. 3. 2012 – 12. 4. 2012 – Amadou Sanogo – předseda Národního výboru pro zachování demokracie a státu; voj.
- 12. 4. 2012 – 4. 9. 2013 – Dioncounda Traoré – prezident; bezpartijní
- 4. 9. 2013 – 18. 8. 2020 – Ibrahim Boubacar Keïta – prezident; RPM
- 25. 9. 2020 – 24. 5. 2021 – Bah Ndaw – prezident
- Od 28. 5. 2021 – Assimi Goïta – plukovník, prozatímní prezident po malijském puči v roce 2021